# Grad (Split)
Grad je název nejstarší městské části chorvatského města Split. V dnešním správním členění je oblast stejnojmennou městskou částí, která zahrnuje čtvrť Dobri a část Manuše. Místní název Grad se zároveň používá pro označení nejužší části historického jádra města včetně slavného Diokleciánova paláce.

## Historie

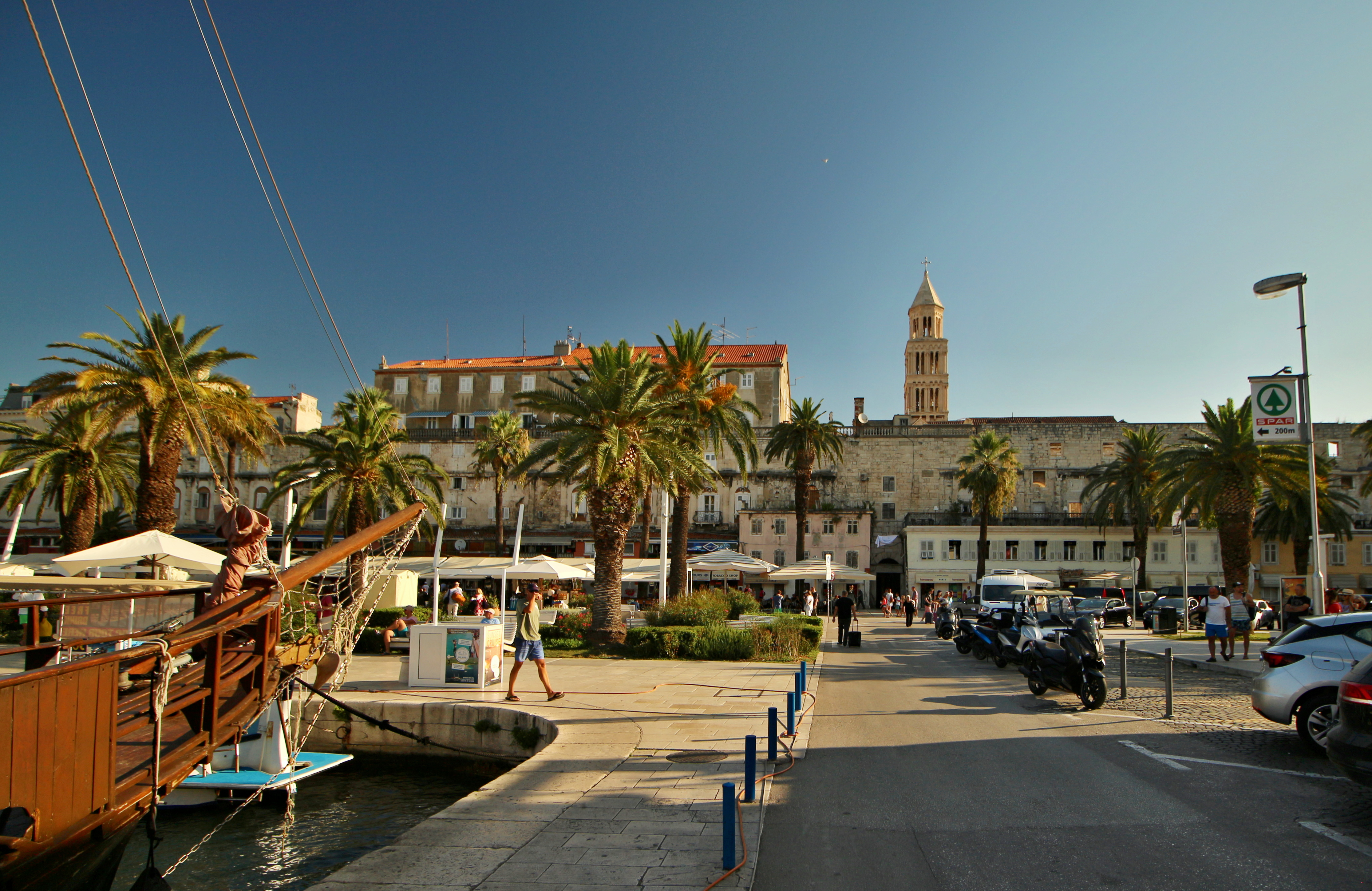
Diokleciánův palác s věží katedrály sv. Domnia

### Název
Výraz grad v chorvatštině znamená obecně město. Název Grad se zachoval i v běžné řeči, proto obyvatelé dnešního Splitu - když potřebují jít do starého města s jakýmkoli úmyslem, řekněme - „Iden u Grad“, bez ohledu na to, kde v oblasti Splitu byli.
To souvisí se vznikem čtvrti v pozdním starověku, kdy v 6. století uvnitř hradeb Diokleciánova paláce a jeho postupným šířením dále směrem na západ ve vrcholném a pozdním středověku. Podle tradice město vzniklo příchodem prvních obyvatel, kteří sem uprchli z nedaleké Salony - starořímského města na místě dnešního městečka Solinu - která byla v 6. století zničena Avary. Tehdejší město bylo pevně ohraničeno hradbami, které obklopovaly zdi paláce, které byly v 17. století obehnány širšími a většími novými hradbami, v částech dodnes zachovanými.
Je rozdělena na Staré Město (místně: Get ) - uvnitř bývalého Diokleciánova paláce a Nové Město - západně od Starého Města s Lidovým náměstím ( Pjaca ) do dnešní Marmontovy ulice.

## Okolní čtvrti
Městská část Grad je obklopena svým historickým předměstím, které tvoří části města (Veli) Varoš, Dobri, Manuš a Lučac.

## Pamětihodnosti
Grad je historický střed Splitu, kde je soustředěno největší množství architektonických a kulturních památek města, které jsou jako celek zapsány na seznamu památek Světového dědictví UNESCO. Patří mezi ně např.:
- Diokleciánův palác ze 4. století
  - Stříbrná brána
- Katedrála svatého Domnia, nejstarší činná katedrála na světě
- Předrománský kostel svatého Ducha
- Františkánský klášter a kostel sv. Františka
- Klášter milosrdných sester sv. Vincenta z Paula
- Kostel svaté Kateřiny Alexandrijské a dominikánský klášter
- Chrám svatého Sávy Srbské pravoslavné církve
- Synagoga ve Splitu